# Горайский, Юрий Владимирович
Юрий Владимирович Горайский (укр. Юрій Володимирович Горайський; 31 июля 1977, с. Белая Тернопольского района Тернопольской области — 4 марта 2016, под Докучаевском Донецкой области) — украинский общественно-политический деятель, предприниматель, военный, стрелок-регулировщик комендантского отделения комендантского морского центра специальных операций (Очаков). Председатель Збаражской районной государственной администрации (май 2014 — апрель 2015). Герой Украины (2020).

## Биография
Юрий Владимирович Горайский родился 31 июля 1977 года в селе Белая Тернопольского района Тернопольской области. Окончил Тернопольскую гимназию имени И. Франко. Затем окончил Тернопольский национальный экономический университет.
Занимался бизнесом — предпринимательская деятельность была связана с баром в Збараже, а также сельским аграрным бизнесом
В мае 2014 года по квоте партии УДАР назначен главой Збаражской районной государственной администрации, хотя не являлся членом этой политической силы. Занимал этот пост 11 месяцев. Помогал военным в зоне АТО в качестве волонтера. Запустил работу Зарубинецкого спиртзавода, отремонтировал районный дом культуры. Несмотря на просьбы и протесты активистов Президент Украины Петр Порошенко 21 апреля 2015 года уволил Юрия Горайского с должности председателя РГА.

### В АТО
Через неделю после ухода с должности Юрий Горайский отбыл добровольцем на передовую, с мая по сентябрь 2015 года служил в секторе М под Мариуполем. В январе 2016 года подписал контракт на военную службу. На местных выборах в октябре 2015 выдвигался кандидатом на должность городского головы Збаража от партии «Добрый самарянин».

### Гибель
Во время разведки на Мариупольском направлении передовой дозор морских котиков, в котором был Юрий Горайский, вышел на высоту в районе города Докучаевска, где наткнулся на диверсионно-разведывательную группу противника. В результате ближнего боя Юрий Горайский вместе с побратимом из Одесщины 27-летним Александром Хмеляровым получили смертельные ранения. Основная часть разведгруппы 73 Центра пришла на помощь и вступила в бой, впоследствии подошли подразделения 72 ОМБр. Под огневым прикрытием погибших и раненых эвакуировали. По данным радиоперехвата, противник потерял 30 человек.
Похоронен 7 марта на городском кладбище Збаража.

### После смерти
7 марта 2016 года в Тернопольской области объявлен днем траура по Юрию Горайскому.
19 августа 2016 Тернопольский городской совет посмертно присвоил Юрию Владимировичу Горайскому звание «Почетный гражданин города Тернополя».

## Память
- В марте 2018 года на здании Тернопольской ДЮСШ № 2 появилась мемориальная доска памяти героя, а в следующий месяц школе присвоили его имя[12].
- В Збаражском краеведческом музее есть стенд памяти Юрия Горайского[12].
- Одна из улиц Тернополя с июля 2022 года переименована в честь Юрия Горайского[12].
- В Тернополе проводится чемпионат по плаванию памяти Юрия Горайского[12].

## Награды
- Звание Герой Украины с вручением ордена «Золотая Звезда» (15 сентября 2020 года, посмертно) — «за личное мужество, героизм и высокий профессионализм, проявленные в защите государственного суверенитета и территориальной целостности Украины, самоотверженное служение украинскому народу»[13];
- Орден Богдана Хмельницкого III степени (19 июля 2014 года) — «за личное мужество и высокий профессионализм, проявленные в защите государственного суверенитета и территориальной целостности Украины, верность военной присяге»[14];
- Почетный гражданин Тернопольской области (26 августа 2022 года, посмертно)[15].